# Kontesa Dora (1993.)
Kontesa Dora je hrvatski dugometražni film iz 1993. godine u režiji Zvonimira Berkovića, koji prikazuje život i stvaralaštvo prve hrvatske skladateljice Dore Pejačević.
Premijerno je prikazan 23. srpnja 1993. na 40. Pulskom filmskom festivalu, gdje je osvojio Veliku zlatnu arenu, a u hrvatska kina stigao je 11. studenoga iste godine.
Televizijska serija, iz nepoznatih razloga prikazana je tek 15. veljače 1998., iako je izvorno bila planirana za emitiranje nakon filma.

## Glumačka postava
- Alma Prica kao grofica Dora Pejačević
- Rade Šerbedžija kao Armano
- Zdravka Krstulović grofica Lilla Pejačević
- Nada Abrus kao grofica Minka Pejačević
- Tonko Lonza kao grof Teodor Pejačević
- Siniša Popović kao grof Markus Pejačević
- Sven Medvešek kao grof Elemer Pejačević
- Helena Buljan kao miss Davison
- Ksenija Pajić kao Stefi Geyer
- Irina Alfjorova kao Sidonija von Nadherny
- Božidar Boban kao Hugo pl. Mihalović
- Mustafa Nadarević kao Tuna, kočijaš
- Zvonko Strmac Müller, kinovlasnik
- Ivo Gregurević kao Maksimilijan Vanka
- Sven Lasta kao Tempus
- Relja Bašić kao Izidor Kršnjavi
- Dubravka Ostojić kao Jelkica Smrček
- Vinko Brešan kao zaručnik Jelkice Smrček
- Danko Ljuština kao Koprtla
- Barbara Živković kao djevojka u cabaretu
- Nikola Novosel – Miško kao biljeter
- Zlatko Omerbegović kao vlasnik vrtuljka
- Josip Klima kao violinist u cabaretu
- Vanja Lisak kao pijanist u cabaretu
- Hrvoje Hribar kao Ottomar von Lumbe
- Tomislav Lipljin kao direktor kazališta

## Produkcija
Snimanje filma i televizijske serije započelo je u rujnu 1989. godine u Zagrebu, pod redateljskom palicom Zvonimira Berkovića. Projekt su zajednički realizirali Croatia film iz Zagreba i Zagrebačka televizija, uz sufinanciranje Republičkog sekretarijata za informiranje i kulturu (RSIZ-a). Snimatelj filma bio je Goran Trbuljak, a planirano je da snimanje traje osamdeset dana na lokacijama u Zagrebu, Varaždinu i Našicama. Snimanje je završeno krajem prosinca 1989., dok je cjelokupna produkcija, uključujući montažu i finalnu obradu, dovršena tijekom 1992. godine.

## Vanjske poveznice
Kontesa Dora u internetskoj bazi filmova IMDb-a